# Caztín
Caztín är en ort i Mexiko.   Den ligger i kommunen Olintla och delstaten Puebla, i den sydöstra delen av landet, 170 km nordost om huvudstaden Mexico City. Caztín ligger 641 meter över havet och antalet invånare är 223.
Terrängen runt Caztín är kuperad. Runt Caztín är det ganska tätbefolkat, med 207 invånare per kvadratkilometer. Närmaste större samhälle är Olintla, 6,9 km sydväst om Caztín. I omgivningarna runt Caztín växer i huvudsak städsegrön lövskog.